# David H. Levy
David H. Levy (22. svibnja 1948.), kanadski astronom i znanstveni pisac.
Poznat po otkriću 22 kometa koje je otkrio samostalno i s kolegama Carolyn S. Shoemaker i kolegom Eugeneom Merleom Shoemakerom. Bio je suotkrivač kometa 118P/Shoemaker-Levy (Shoemaker-Levy 4), 129P/Shoemaker-Levy (Shoemaker-Levy 3), 135P/Shoemaker-Levy (Shoemaker-Levy 8), 137P/Shoemaker-Levy (Shoemaker-Levy 2), 138P/Shoemaker-Levy (Shoemaker-Levy 7), 145P/Shoemaker-Levy (Shoemaker-Levy 5) i 181P/Shoemaker-Levy (Shoemaker-Levy 6).
Njemu u čast jedan asteroid se zove 3673 Levy.

## Vanjske poveznice
- Osobne stranice  Arhivirana inačica izvorne stranice od 11. kolovoza 2015. (Wayback Machine) (eng.)